# Acrocomia hassleri
El coquito de campo (Acrocomia hassleri), es una palmera de la familia de las arecáceas.

## Descripción
Tallo, estípite o  fuste de 30 a 50 cm de altura de hojas simples, subterráneo con 2 a 6 hojas, de inflorescencia al nivel del suelo. Raquis foliar armado con espinas negras y  y manojo con 5 a 15 frutos.

## Distribución y hábitat
Se localiza en el sudoeste de Brasil, en los estados de Bahia, Goiás, Mato Grosso del Sur, Minas Gerais, Paraná y Sao Paulo. Se confunde fácilmente con las vegetación de gramíneas de la zona. A pesar de la amplia distribución es escasa o poco frecuente. Debido a la destrucción de su hábitat natural y de no ser cultivada. Es considerada por el IBAMA   especie en riesgo de extinción. Una de las zonas donde más abunda es en la reserva ecológica de cerrado del Instituto de Botánica de Sao Paulo, en el municipio de Mogi Guaçu-SP.

## Importancia económica y cultural
Usos
Los frutos son consumidos por la fauna regional, como armadillos, mofetas, pacas, guatusas etc. por la facilidad de acceso al alimento al nivel del suelo. Como otras especies del género, es de difícil germinación. En un kilo de frutos sin pulpa se encuentran alrededor de 800 unidades. Es de crecimiento lento.